# Pascal Briand
Pour les articles homonymes, voir Briand.
Pascal Briand, né le 9 juillet 1976 à Saint-Brieuc, est un patineur de vitesse français.
Il a représenté la France aux Jeux olympiques de Vancouver dans l'épreuve du 1 500 m et a fini 33e et a fini plusieurs fois champion du monde et donne des cours un peu partout dans le monde ce qui fait de lui une célébrité du roller international ainsi que du patinage sur glace.